# 片貝まこ
片貝 まこ（かたがい まこ、3月21日 - ）は日本の女性声優。群馬県出身。以前はケッケコーポレーション、オフィスもりに所属していた。

## 人物
声優になる以前は、多田かおるのアシスタントを務めていた。その縁より、『イタズラなKiss』がアニメ化した際には先行上映会では司会を務め、声優としても本作品に出演した。演じたキャラクターは片貝の趣味をネタにしたことにより誕生したキャラクターである。

## 出演作品

### テレビアニメ
2008年
- イタズラなKiss（小倉智子、女子生徒、アナウンス、プールの客A、VTRの声、受験生、女子学生C、カップルA、女子学生A、女性客A、披露宴の司会者、バスのアナウンス）
- タカネの自転車（店内アナウンス）

2009年
- 銀魂（看護師B）

### ゲーム
2005年
- 新天魔界ジェネレーションオブカオスV（ロズ）

2006年
- カオスウォーズ（珠樹雫、オーヴィア）

2008年
- ふしぎ遊戯 朱雀異聞（少華）

### 吹き替え
- WITHOUT A TRACE/FBI 失踪者を追え! シーズン4（カレン）
- ザ・ホワイトハウス シーズン6（アナベス・ショット）
- バグ・ミー・テンダー 恋と友情の物語（ジンジン）